# رابرت هافمن (هنرپیشه)
 رابرت هافمن (انگلیسی: Robert Hoffman؛ زادهٔ ۲۱ سپتامبر ۱۹۸۰) یک هنرپیشه اهل ایالات متحده آمریکا است. وی از سال ۲۰۰۳ میلادی تاکنون مشغول فعالیت بوده‌است.
از فیلم‌ها یا برنامه‌های تلویزیونی که وی در آن نقش داشته است می‌توان به این دختر همان مرد است، امشب منو ببر خونه و نخل‌های سوزان اشاره کرد.